# Mylothris erlangeri
Mylothris erlangeri är en fjärilsart som beskrevs av Arnold Pagenstecher 1902. Mylothris erlangeri ingår i släktet Mylothris och familjen vitfjärilar. Inga underarter finns listade i Catalogue of Life.